# Saint-André-de-Buèges
Saint-André-de-Buèges – miejscowość i gmina we Francji, w regionie Oksytania, w departamencie Hérault.
Według danych na rok 1990 gminę zamieszkiwały 54 osoby, a gęstość zaludnienia wynosiła 4 osoby/km² (wśród 1545 gmin Langwedocji-Roussillon Saint-André-de-Buèges plasuje się na 846. miejscu pod względem liczby ludności, natomiast pod względem powierzchni na miejscu 586.).